# Normaliseringsprocess
Normaliseringsprocess är ett begrepp inom psykologin, använt för att beskriva hur något återgår till det normala tillståndet efter att ha varit till exempel sjukt, katastrofalt eller extra trevligt och festligt. Efter en djup chock återgår livet gradvis till en "normal" fortsättning efter att den enskilda människan har genomgått chockens olika psykologiska faser från förnekande tills att personen slutligen befinner sig i ett väl fungerande restaurerat liv med möjlighet att se tillbaka på en tragisk förlust utan att på nytt gripas av ångest eller mardrömmar av påminnelsen. 
Vad som är normalt för den enskilde kan sägas vara det liv och tillstånd som vanligen råder för just denna person. En avvikelse från denna normalitet kan vara sådant, som inte är rutinmässigt återkommande varje dag (arbetet) eller ens varje år (födelsedagen). För att normaliseringsprocessen skall användas i en diskussion krävs att dimensionen på händelsen eller traumat är av sådan intensitet och så genomgripande i personens liv att livet blir genomgripande förändrat. Normaliseringsprocessen efter svår sjukdom kallas läkningsprocess, efter förlust av en kär anhörig kallas sorgearbetet för en sorgeprocess, och psykologisk och social mognad ingår i normala utvecklingsprocesser.
Allt ovan är exempel på gradvisa positiva förändringar i människans liv. Det finns också exempel på starkt negativa förändringar i människans liv där processbegreppet är adekvat som utgångspunkt för hur vi förhåller oss till det som sker. Biologiskt kan människor, djur och växter angripas av sjukdomar där någon läkningsprocess aldrig startar och sjukdomsutvecklingen har då ofta ett normalförlopp, som kan beskrivas i processtermer. 

## Våldets normaliseringsprocess
Eva Lundgren har använt termen normaliseringsprocess för ett motsatt förhållande, för när våld blir något normalt, det så kallade våldets normaliseringsprocess i relationer mellan misshandlade kvinnor och misshandlande män.